# 瑪利諾神父教會學校
瑪利諾神父教會學校（英語：Maryknoll Fathers' School）是香港第一間由美國天主教傳教會創辦的學校，創立於1957年，現由天主教香港教區管理。創校校監為賴存忠神父（Rev.Peter A.Reilly）。
開校初期，中小學部同一校址（九龍深水埗區桃源街二號），當時中小學部各佔一幢內設12個課室的大樓，並共用雨天操場及露天操場。1965年中學部得以擴充，新翼多提供12個課室及多個特別室，至此，中小學部均開設24班，只設有全日班並不分上下午班，每級四班總共24班。
小學部在2003年11月成功申請新校舍，新校舍於2008年11月落成。位於深水埗海麗街11號的新校舍，佔地7630平方米，並擁有設備齊全的特別室和課室。現時桃源街小學部舊校舍，供中學部發展。
現屆中學部校長為宋凱恩女士，小學部校長為吳偉文博士。

## 歷史
瑪利諾神父教會學校中學部為香港首間津貼中學，與小學部一同創辦於1957年，創校校監為賴存忠神父，創校校長為唐余湘畹女士，中學部是一間創校歷史悠久的英中。
小學部在2003年11月申請新校舍，位於深水埗海麗街11號的新校舍於2008年11月落成。小學部於2009年1月，上、下午校一至六年級24班學生同時遷進新校舍，並於同年2月轉為全日制。現時桃源街小學部舊校舍，已供本校中學部發展。

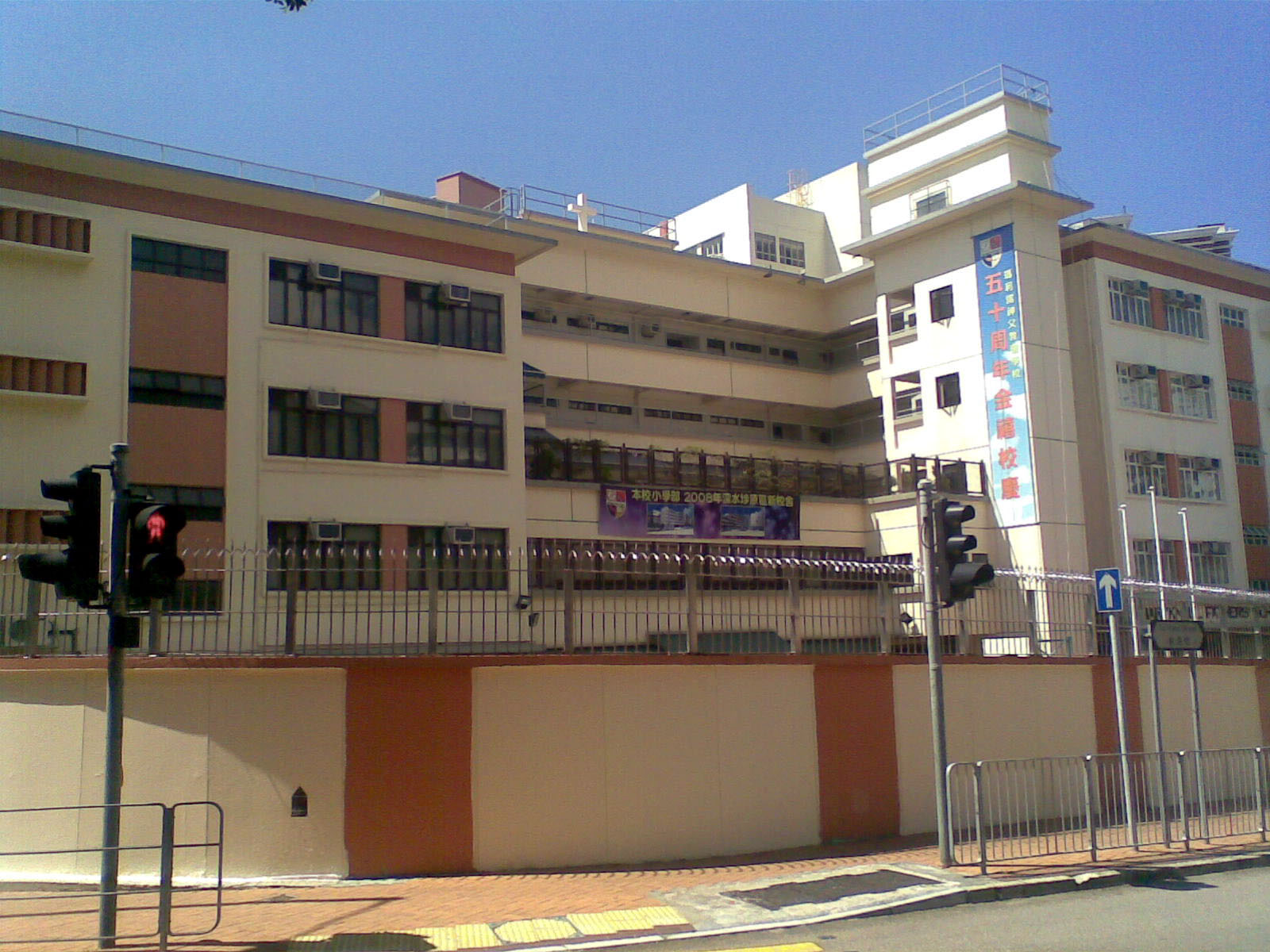
瑪利諾神父教會學校（中學部）

因瑪利諾外方傳教會無力繼續辦學，此校連同該會另外兩間屬校，於2023年9月1日起交還予天主教香港教區直接營辦。

## 歷屆行政人員

### 歷任校監
- 第1任：賴存忠神父 Rev. Peter Alphonsus Reilly, M.M.（1957年 - 1994年）
- 第2任：江天文神父 Rev. John Geitner, M.M.（1995年 - 2011年）[5]
- 第3任：沈嘉仁神父 Rev. Michael Sloboda, M.M. （2012年 - 2016年）
- 第4任：葉嘉雯女士 Ms. Agnes Garman Yeh（2017年 - 至今）

### 歷任校長
中學部
- 唐余湘畹 女士（1957年-1977年，創校校長）（2005年逝世）
- 何雅言 女士[6]
- 李智培 先生[7]
- 譚耀培 先生（1999年-2005年；退休後於2012年起出任同系瑪利諾中學校監）
- 何力生 先生（2014年-2023年；由明愛屯門馬登基金中學轉職）
- 宋凱恩 女士

小學部
- 莫黃燕薇 女士[5]
- 吳偉文 先生

### 歷任副校長
中學部
- 梁嘉明 先生
- 周啟賢 先生
- 關國漢 先生
- 施嘉偉 先生

## 班級結構
中一至中六級設四班（A、B、C、D），每班約30-40人；在2011年，最後一年中七級共設兩班（中七：6UA、6US；Arts & Science），每班32人。
在新高中學制推行前，學校推行二文二理制度。中四級及中五級的A、B班為文科班，C、D班為理科班。而現在學校推行新高中學制，同學可以以自己的心願以成續排名選科。 中文、英文、數學及通識為所有高中學生的必修科目。另外每班將會有兩科指定的選修科（A班：X1：世界歷史科，X2：地理科、B班：X1：經濟科、X2：資訊及通訊科技科、C班：X1：生物科，X2:化學科，D班：X1:化學科, X2:物理科。每班之X1科可以以設計與應用科技科代替，X2科則可以以視覺藝術科代替。X3選修科目學生可選擇企業、會計與財務概論科、生物科、中國歷史科、經濟科、地理科、資訊及通訊科技科以及物理科（不得和X1及X2科目重複），也同時提供X4科目，學生可以自行選擇參與或不參與。X4選修科目提供多種外語學科，如下：法文、西班牙文及日文，另有音樂科及學生選擇（視覺藝術科、設計與應用科技科及音樂科均由藝術與科技教育中心提供上課地點及導師）。

## 香港傑出學生選舉
在2018年第33屆香港傑出學生選舉上，該校僅選出1名傑出學生。

## 著名/傑出校友
政治、公共事業界
- 黎棟國，GBS，SBS，IDSM，JP：立法會議員（選舉委員會）、前保安局局長、港區全國政協委員 (1963年小六；1968年中五)[8]
- 譚得志 (快必)：前香港電台唱片騎師，現人民力量副主席
- 鄭泳舜，MH，JP：立法會議員（九龍西） (小學部)
- 陳曼琪：立法會議員（選舉委員會）、港區人大代表、執業律師
- 莊耀洸：香港律師、社運人士（1979年小六、1984年中五）

演藝界
- 楊瑞麟：藝人 (小學及中學部)
- 楊思琦：2001年香港小姐冠軍 (小學及中學部)
- 關信輝：電影導演、編劇
- 張文瑛：1974年香港小姐冠軍
- 譚真一：童星
- 馮錦堂：配音員[註 2]
- 李沛權：電視劇監製
- 曾葉發：作曲家、指揮家 (中學部)[9]
- 陳伊霖：藝人
- 趙綺婷：畫家

傳播及文化界
- 曾淑儀：前香港電台唱片騎師
- 陳禛彌：前無綫新聞主播 (中學部)
- 姚健文：前亞視新聞主播兼記者
- 高芳婷：前無綫新聞主播
- 繆美詩：前亞視新聞主播兼記者
- 戴祖而：NOW新聞台記者
- 余嘉允：獨立傳媒人，前電台節目主持

商界
- 張耀堂：八達通集團行政總裁

教育界
- 黃遠志：華英中學經濟科主任，經濟科教科書作者
- 何錦欣：香港中文大學學生事務處處長
- 劉廣武：前棉紡會中學校長[10]
- 孔祥河：前大埔崇德黃建常紀念學校創校校長（1966年中六）[10][11]
- 韓孝述：前東華三院教學科學務總主任及前東華三院黃笏南中學校長[12]

醫學界
- 鄺美玲：香港第一位女外科醫生
- 蘇曜華：香港醫院藥劑師學會會長
- 曾繁光：精神科醫生 (中七預科)[13]
- 楊重光：兒科醫生、香港大學外科學系名譽臨床教授[14][15]

學術界／學者
- 林兆波：數學家
- 方國榮：管理學家
- 譚汝謙：歷史學家，美國默士達大學終身教授

## 外部連結
- 瑪利諾神父教會學校 （页面存档备份，存于）
- 瑪利諾神父教會學校(小學部) （页面存档备份，存于）
- 中學概覽 2011-2012 （页面存档备份，存于）
- 藝術與科技教育中心 （页面存档备份，存于）